# カスドース

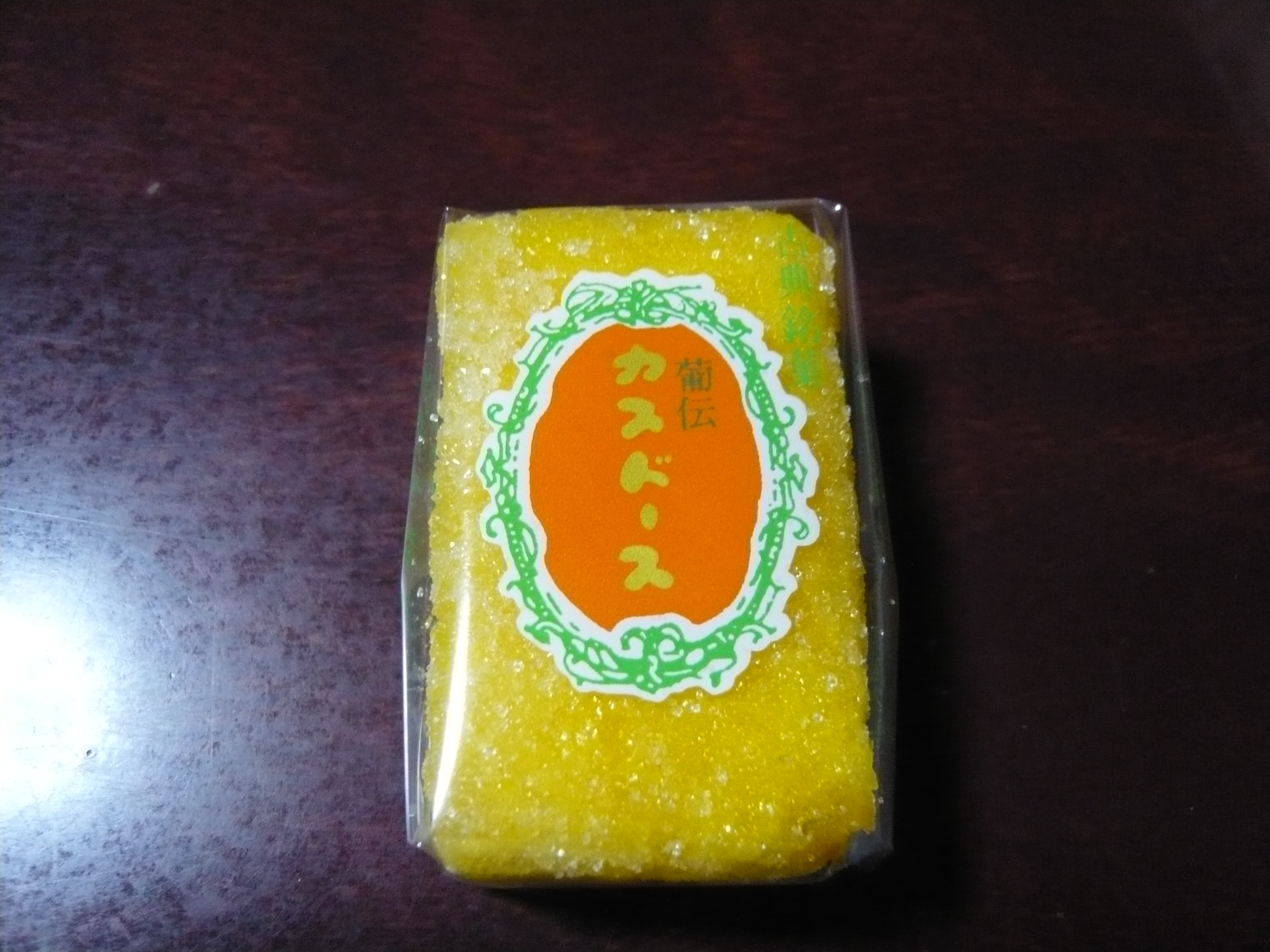
湖月堂老舗のカスドース

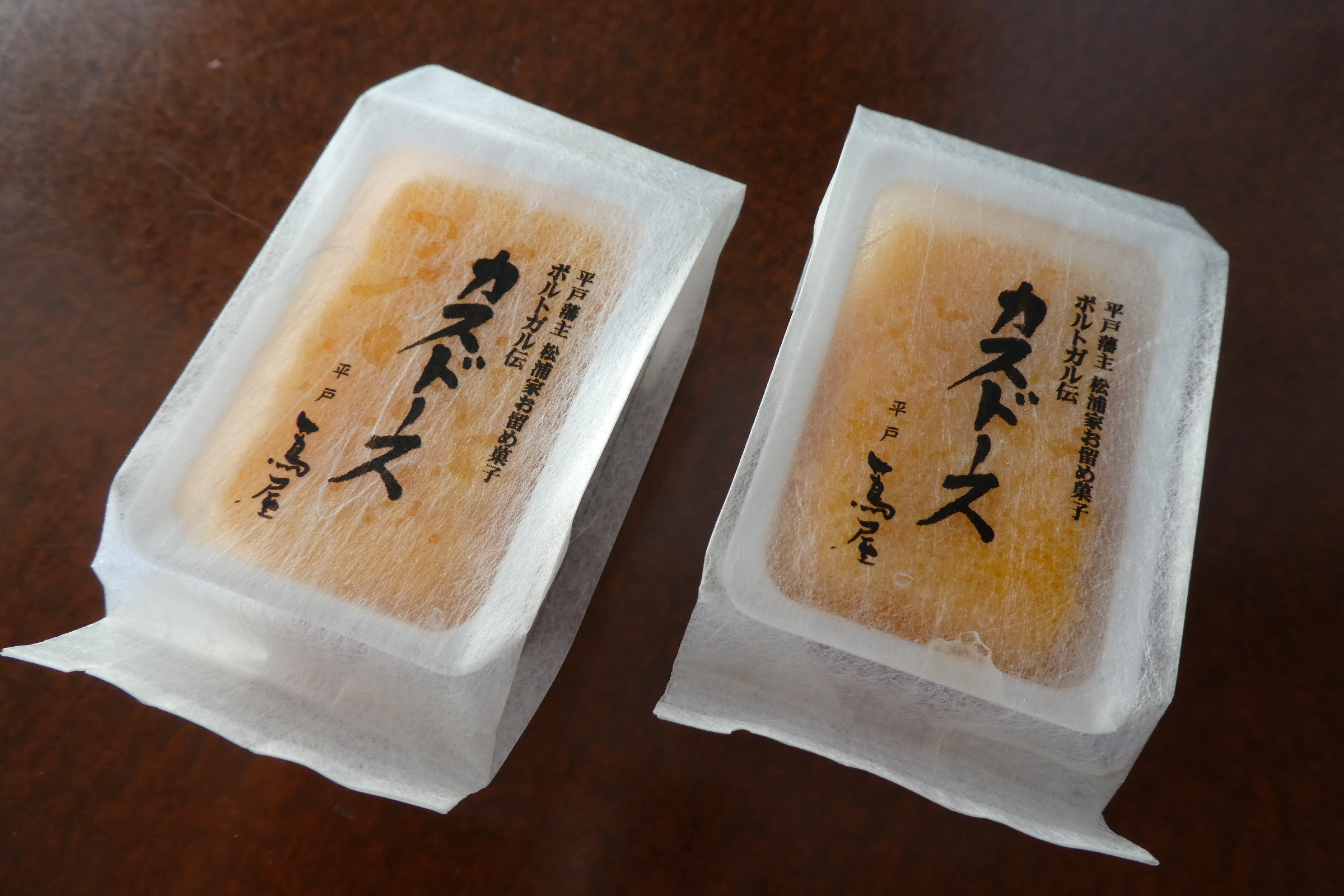
平戸蔦屋のカスドース

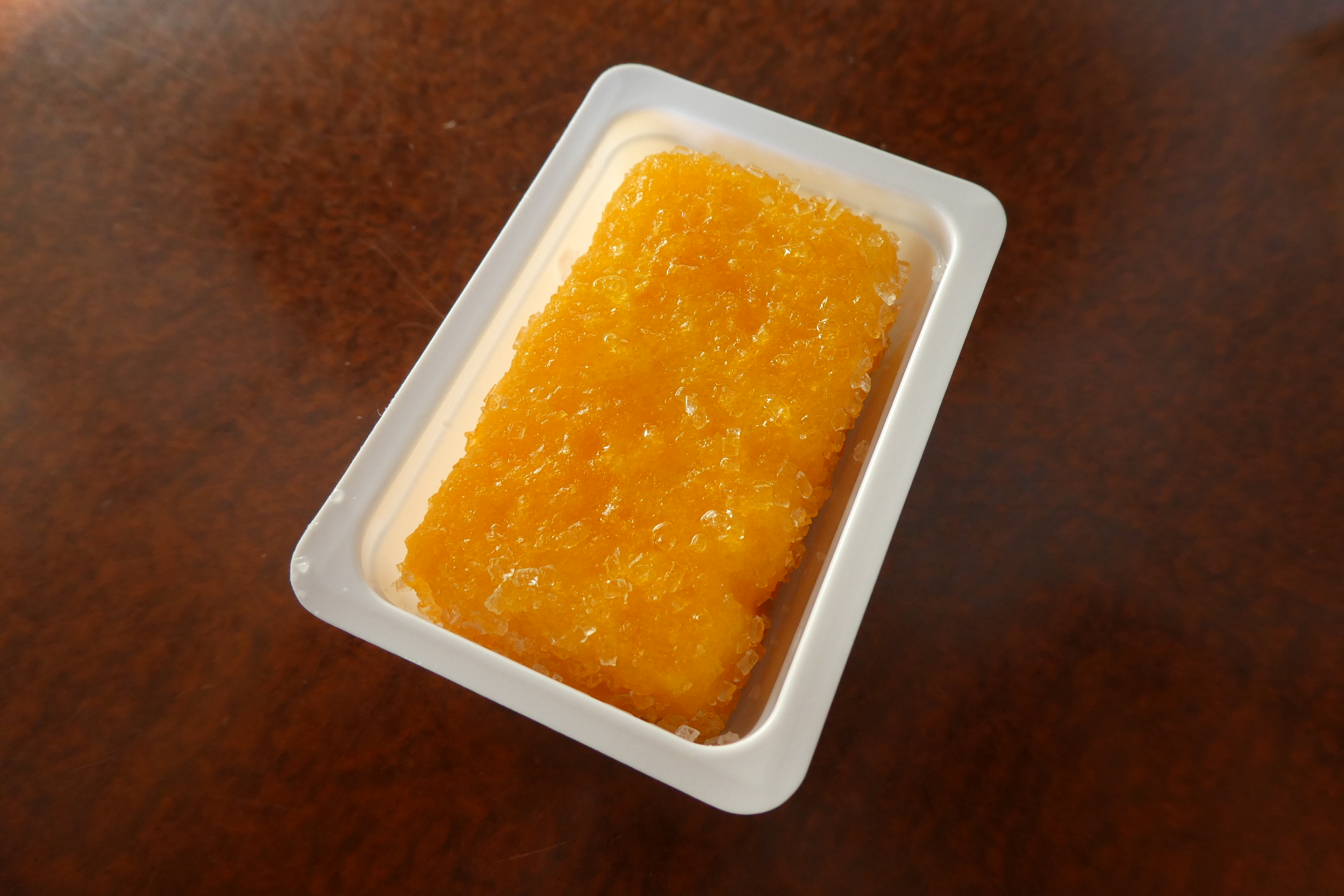
平戸蔦屋のカスドース

カスドースは、長崎県平戸市の郷土菓子。安土桃山時代にポルトガルから伝わったとされる。

## 歴史
1543年（天文12年）の鉄砲伝来によってポルトガルとの南蛮貿易が始まり、1550年以降ポルトガルの商船が出入りしていた平戸に、渡来したキリスト教（カトリック）の宣教師達によって伝えられたとされる。当時伝えられたカステラなど南蛮菓子の中の一つに、このカスドースがあったと言われる。当時の日本では口にすることの少なかった鶏卵や砂糖をふんだんに使い、またカステラにさらに手を加えた菓子である。
カスドースは、平戸藩門外不出の菓子として扱われ、庶民は食べられない幻の菓子であった。平戸藩の松浦家に代々伝わる「百菓之図」（1845年成立）にも記録がある。「百菓之図」を基に、湖月堂老舗の佐野屋増時が昭和初期に復活させ、1953年（昭和28年）に「第一回全国菓子工芸展」に出品し、厚生大臣賞を受賞。美味しんぼの98巻に取り上げられている。現在は、長崎県平戸市で湖月堂老舗や平戸蔦屋などが製造販売を行っている。
「カスドース」という名称の「カス」はカステラの先頭2文字、「ドース」はポルトガル語で「甘い」の意味のdoce。
カスドースは湖月堂老舗の登録商標（第3311082号）である。

## 製法
1. 焼き上げたカステラを冷ました後に、カステラの茶色く焼けた表面を落とし、大きめのマッチ箱ほどの直方体や短冊型に切り乾燥させる。
2. といた卵黄にくぐらせた後、鍋で熱した糖蜜の中で揚げるように浮かべて表面の卵黄を固める。
3. グラニュー糖をまぶして仕上げ、冷ます。